# Puchar Świata w skokach narciarskich w Villach
Puchar Świata w skokach narciarskich w Villach – zawody w skokach narciarskich, po raz pierwszy zorganizowane w sezonie 1995/1996. Konkurs ten wygrał Japończyk Masahiko Harada. Japończyk powtórzył to osiągnięcie w sezonie 1997/1998. Zawody na Alpenarena po raz kolejny zostały rozegrane w sezonie 1999/2000. Tym razem zwycięzcą został Fin Janne Ahonen. Do Villach zawitano jeszcze w sezonie 2001/2002 i 2007/2008. W sezonie 2001/2002 zorganizowano dwa konkursy - indywidualny i drużynowy. Konkurs indywidualny wygrał Adam Małysz ustanawiając w I serii rekord skoczni - 99,5 m. Drużynówkę wygrali Finowie. Polska wtedy uplasowała się na trzeciej pozycji i to było pierwsze podium drużynowe. W sezonie 2007/2008 odbyły się dwa indywidualne konkursy - pierwszy za odwołany konkurs na skoczni w Kranju, a drugi normalny. Oba konkursy wygrał późniejszy triumfator PŚ z tego sezonu - Thomas Morgenstern.

## Podium poszczególnych konkursów PŚ w Villach

### Mężczyźni
| Lp | Data            | Skocznia             | K/HS | Uwagi | 1. miejsce                                                                                       | 2. miejsce                                                                                 | 3. miejsce                                                                         |
| -- | --------------- | -------------------- | ---- | ----- | ------------------------------------------------------------------------------------------------ | ------------------------------------------------------------------------------------------ | ---------------------------------------------------------------------------------- |
| 1. | 8 grudnia 1995  | Villacher Alpenarena | K90  | —     | Masahiko Harada                                                                                  | Mika Laitinen                                                                              | Ari-Pekka Nikkola                                                                  |
| 2. | 8 grudnia 1997  | Villacher Alpenarena | K90  | —     | Masahiko Harada                                                                                  | Dieter Thoma                                                                               | Mika Laitinen Primož Peterka                                                       |
| 3. | 12 grudnia 1999 | Villacher Alpenarena | K90  | —     | Janne Ahonen                                                                                     | Martin Schmitt                                                                             | Andreas Widhölzl                                                                   |
| 4. | 8 grudnia 2001  | Villacher Alpenarena | K90  | —     | Adam Małysz                                                                                      | Matti Hautamäki                                                                            | Kazuyoshi Funaki                                                                   |
| 5. | 9 grudnia 2001  | Villacher Alpenarena | K90  | druż. | Finlandia 1. Veli-Matti Lindström · 2. Toni Nieminen · 3. Matti Hautamäki · 4. Risto Jussilainen | Japonia 1. Kazuya Yoshioka · 2. Hideharu Miyahira · 3. Noriaki Kasai · 4. Kazuyoshi Funaki | Polska 1. Robert Mateja · 2. Wojciech Skupień · 3. Łukasz Kruczek · 4. Adam Małysz |
| 6. | 13 grudnia 2007 | Villacher Alpenarena | HS98 | nocny | Thomas Morgenstern                                                                               | Janne Ahonen                                                                               | Gregor Schlierenzauer                                                              |
| 7. | 14 grudnia 2007 | Villacher Alpenarena | HS98 | nocny | Thomas Morgenstern                                                                               | Gregor Schlierenzauer                                                                      | Janne Ahonen                                                                       |

### Kobiety
| Lp | Data            | Skocznia             | HS   | Uwagi | 1. miejsce    | 2. miejsce        | 3. miejsce   |
| -- | --------------- | -------------------- | ---- | ----- | ------------- | ----------------- | ------------ |
| 1. | 28 grudnia 2022 | Villacher Alpenarena | HS98 | TS    | Eva Pinkelnig | Anna Odine Strøm  | Nika Križnar |
| 2. | 29 grudnia 2022 | Villacher Alpenarena | HS98 | TS    | Eva Pinkelnig | Katharina Althaus | Nika Križnar |

## Najwięcej razy na podium w konkursach indywidualnych
Uwzględnieni zawodnicy, którzy zdobyli minimum 2 miejsca na podium (stan na 14 grudnia 2007)
| Miejsce | Zawodnik              | Zwycięstwa | 2. miejsca | 3. miejsca | Razem |
| ------- | --------------------- | ---------- | ---------- | ---------- | ----- |
| 1.      | Masahiko Harada       | 2          | 0          | 0          | 2     |
| 1.      | Thomas Morgenstern    | 2          | 0          | 0          | 2     |
| 3.      | Janne Ahonen          | 1          | 1          | 1          | 3     |
| 4.      | Mika Laitinen         | 0          | 1          | 1          | 2     |
| 4.      | Gregor Schlierenzauer | 0          | 1          | 1          | 2     |

## Najwięcej razy na podium według państw
Stan na 14 grudnia 2007
| Miejsce | Państwo   | Zwycięstwa | 2. miejsca | 3. miejsca | Razem |
| ------- | --------- | ---------- | ---------- | ---------- | ----- |
| 1.      | Finlandia | 2          | 3          | 3          | 8     |
| 2.      | Austria   | 2          | 1          | 2          | 5     |
| 3.      | Japonia   | 2          | 1          | 1          | 4     |
| 4.      | Polska    | 1          | 0          | 1          | 2     |
| 5.      | Niemcy    | 0          | 2          | 0          | 2     |
| 6.      | Słowenia  | 0          | 0          | 1          | 1     |